# (16394) 1981 QD4
A (16394) 1981 QD4 a Naprendszer kisbolygóövében található aszteroida. Schelte J. Bus fedezte fel 1981. augusztus 30-án.